# NGC 7309
NGC 7309 is een balkspiraalstelsel in het sterrenbeeld Waterman. Het hemelobject werd op 28 november 1785 ontdekt door de Duits-Britse astronoom William Herschel.

## Synoniemen
- MCG -2-57-16
- IRAS 22317-1036
- PGC 69183